# FarmerBob
«FarmerBob» (укр. «Фермер Боб») — прем'єрна серія дванадцятого сезону мультсеріалу «Губка Боб Квадратні Штани».
У цій серії Губка Боб і Патрік працюють на день на фермі Старого Дженкінса.

## Сюжет
Щоб розплатитись із рахунками, містер Крабс відправляє Губку Боба на ферму до старого Дженкінса, куди прибуває і Патрік. Вони мали дістати перлини з устриць, нагодувати черв'якових свиней, видоїти желе з корови-медузи, та це в них не виходить. їм доручили зібрати водорості. Патрік їхав на тракторі, і випадково зламав ферму. Вони вирішили повернути фермі «дорослий стан». Поки, вони влаштовують вечірку в сараї, і через кола, що зробив Патрік на тракторі до них прилетіли прибульці на вечірку. Містер Крабс забирає Губку Боба, коли Старий Дженкінс сказав, що рахунок погашено. Коли Губка Боб розповідає про прибульців, містер Крабс не вірить, але їх забирають прибульці.

## Озвучування[1]
- Том Кенні ― Губка Боб Квадратні Штани, Медузо-Бджола, деякі Свині-Черв'яки
- Біл Фегербаккі ― Патрік Зірка (Зірко), Старий Будинок
- Кленсі Браун ― Юджин Крабс
- Ді Бредлі Бейкер ― Стара Бессі, Прибульці, Дастер, деякі Свині-Черв'яки, малий Сарай
- Джон Ґегенхабер ― Старий Дженкінс, Маленька Свиня-Черв'як

## Міжнародний реліз
| Країна          | Телеканал                                  | Ефір              |
| --------------- | ------------------------------------------ | ----------------- |
| США             | Nickelodeon                                | 11 листопада 2018 |
| Велика Британія | Nickelodeon UK and Ireland                 | 14 березня 2019   |
| Ірландія        | Nickelodeon UK and Ireland                 | 14 березня 2019   |
| Європа          | Nicktoons Europe                           | 19 березня 2019   |
| Туреччина       | Nick Turkie                                | 19 березня 2019   |
| Індонезія       | Nicktoons Indonesia                        | 25 березня 2019   |
| Росія           | Nickelodeon Росія                          | 5 квітня 2019     |
| Німеччина       | Nickelodeon CEE (Central & Eastern Europe) | 21 травня 2019    |
| Швейцарія       | Nickelodeon CEE (Central & Eastern Europe) | 21 травня 2019    |
| Австрія         | Nickelodeon CEE (Central & Eastern Europe) | 21 травня 2019    |
| Польща          | Nickelodeon Poland                         | 21 травня 2019    |
| Україна         | Nickelodeon Global                         | 14 червня 2023    |

## Виробництво
Ця серія була підтверджена Вінсентом Воллером 7 серпня 2018. Написав серію Люк Брукшир. Виконавчими продюсерами були Марк Чеккареллі та Вінсент Воллер. Аніматор серії — Алан Смарт.

## Факти
- Це єдина серія 12 сезону, яка вийшла за життя творця серіалу, Стівена Гілленбурга.
- Зараз, це найрейтинговіша серія 12 сезону (1.40 млн глядачів)[4].
- У серія виявляється, що Патрік має ліцензії на риболовлю, трактор, водійські права та інші ліцензії, які не вказуються.